# Драфт ВНБА 2004 года
Драфт ВНБА 2004 года прошёл 17 апреля, в субботу, в студии развлечений НБА (англ. NBA Entertainment Studios) в городке Секокус, штат Нью-Джерси. К участию в драфте были допущены игроки после окончания колледжа и игроки-иностранцы. Лотерея драфта состоялась 3 декабря 2003 года, по её результатам право выбора под первым номером получила команда «Финикс Меркури», который был использован той на 21-летнюю Дайану Таурази, защитника из Коннектикутского университета.
После окончания предыдущего сезона был ликвидирован клуб «Кливленд Рокерс», поэтому основной драфт предворял, так называемый, драфт распределения расформированных команд, который прошёл 6 января 2004 года.
Всего на этом драфте было выбрано 38 баскетболисток, из них 33 из США и по одной из Нигерии (Уго Оха), Венесуэлы (Мария Вильярроэль), Колумбии (Эрика Валек), Латвии (Иева Кублиня) и Испании (Нурия Мартинес).

## Легенда к драфту
|  | Выделены игроки, выбранные в Баскетбольный зал славы                      |
|  | Выделены участники Матча всех звёзд ВНБА и игроки сборной всех звёзд ВНБА |
|  | Выделены участники Матча всех звёзд ВНБА                                  |
|  | Выделены игроки сборной всех звёзд ВНБА                                   |
|  | Выделены игроки, не игравшие в ВНБА                                       |

## Драфт распределения

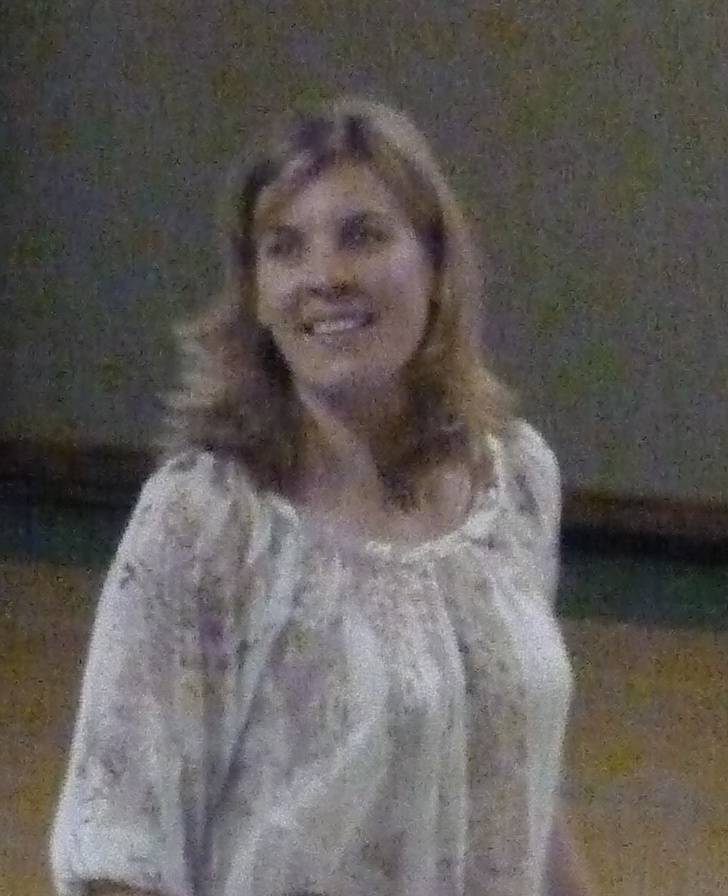
12-й номер драфта распределения, Изабелла Фиалковски

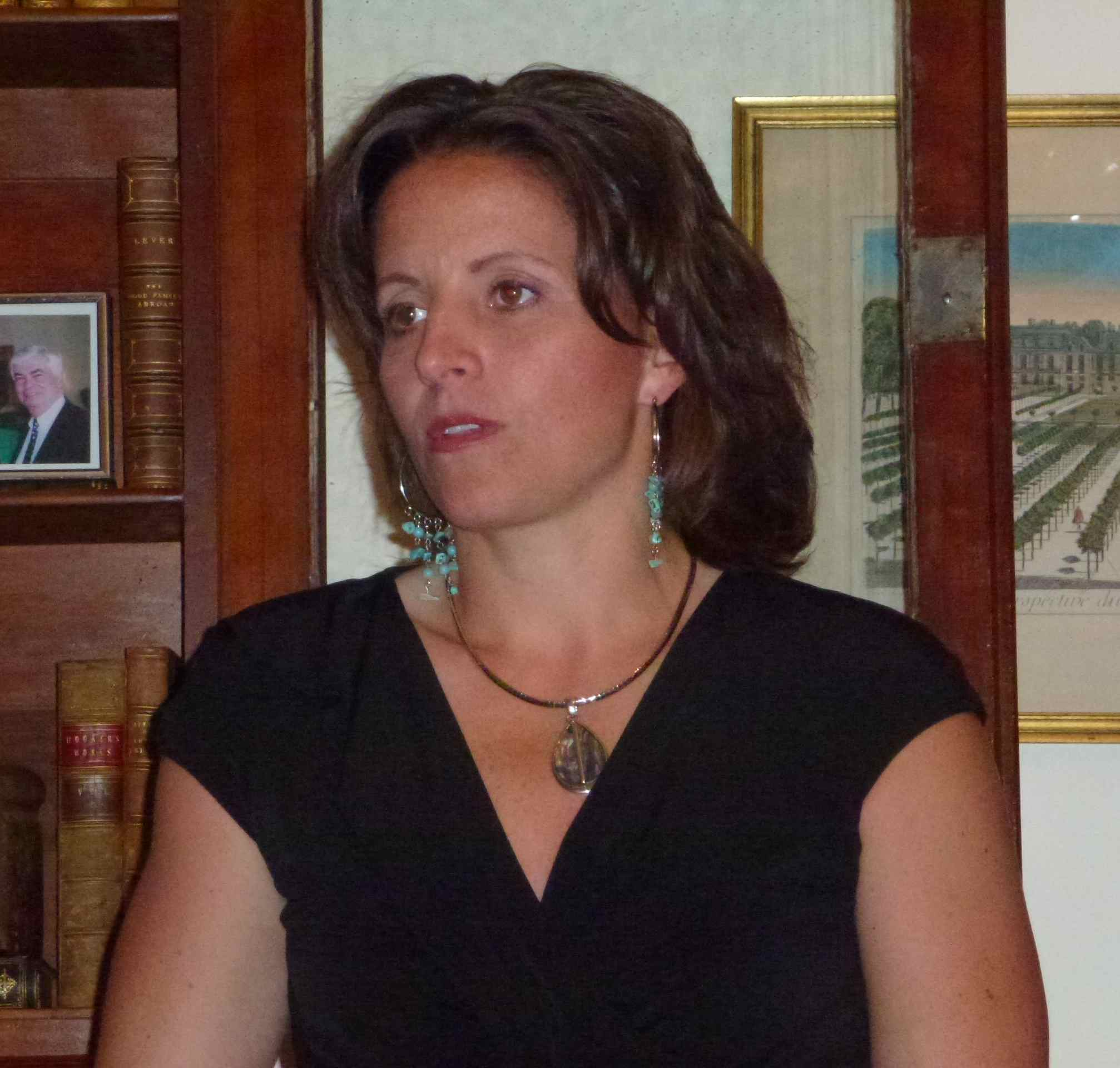
Дженнифер Риззотти, 13-й номер драфта распределения

| Выбор | Игрок               | Позиция             | Гражданство        | Новая команда                                    | Бывшая команда  | Университет                           |
| ----- | ------------------- | ------------------- | ------------------ | ------------------------------------------------ | --------------- | ------------------------------------- |
| 1     | Пенни Тэйлор-Гил    | Форвард             | Австралия          | Финикс Меркури                                   | Кливленд Рокерс | Австралийский институт спорта         |
| 2     | Часити Мелвин       | Центровая / Форвард | США                | Вашингтон Мистикс                                | Кливленд Рокерс | Университет штата Северная Каролина   |
| 3     | Латойя Томас        | Форвард             | США                | Сан-Антонио Силвер Старз                         | Кливленд Рокерс | Университет штата Миссисипи           |
| 4     | Энн Воутерс         | Центровая           | Бельгия            | Нью-Йорк Либерти                                 | Кливленд Рокерс | —                                     |
| 5     | Деанна Джексон      | Форвард             | США                | Индиана Фивер                                    | Кливленд Рокерс | Университет Алабамы в Бирмингеме      |
| 6     | Бетти Леннокс       | Защитник            | США                | Сиэтл Шторм                                      | Кливленд Рокерс | Технологический университет Луизианы  |
| 7     | Хелен Дарлинг       | Защитник            | США                | Миннесота Линкс                                  | Кливленд Рокерс | Университет штата Пенсильвания        |
| 8     | Поллианна Джонс     | Центровая           | США                | Хьюстон Кометс (право выбора от Коннектикут Сан) | Кливленд Рокерс | Мичиганский университет               |
| 9     | Мери Андраде        | Форвард             | Португалия / · США | Шарлотт Стинг                                    | Кливленд Рокерс | Университет Старого Доминиона         |
| 10    | Дженнифер Батлер    | Центровая           | США                | Сакраменто Монархс                               | Кливленд Рокерс | Массачусетский университет в Амхерсте |
| 11    | Люсьен Бертье       | Форвард / Центровая | Франция            | Хьюстон Кометс                                   | Кливленд Рокерс | Университет Старого Доминиона         |
| 12    | Изабелла Фиалковски | Центровая / Форвард | Франция            | Лос-Анджелес Спаркс                              | Кливленд Рокерс | Колорадский университет в Боулдере    |
| 13    | Дженнифер Риззотти  | Защитник            | США                | Детройт Шок                                      | Кливленд Рокерс | Университет Коннектикута              |

## Основной драфт

### Первый раунд

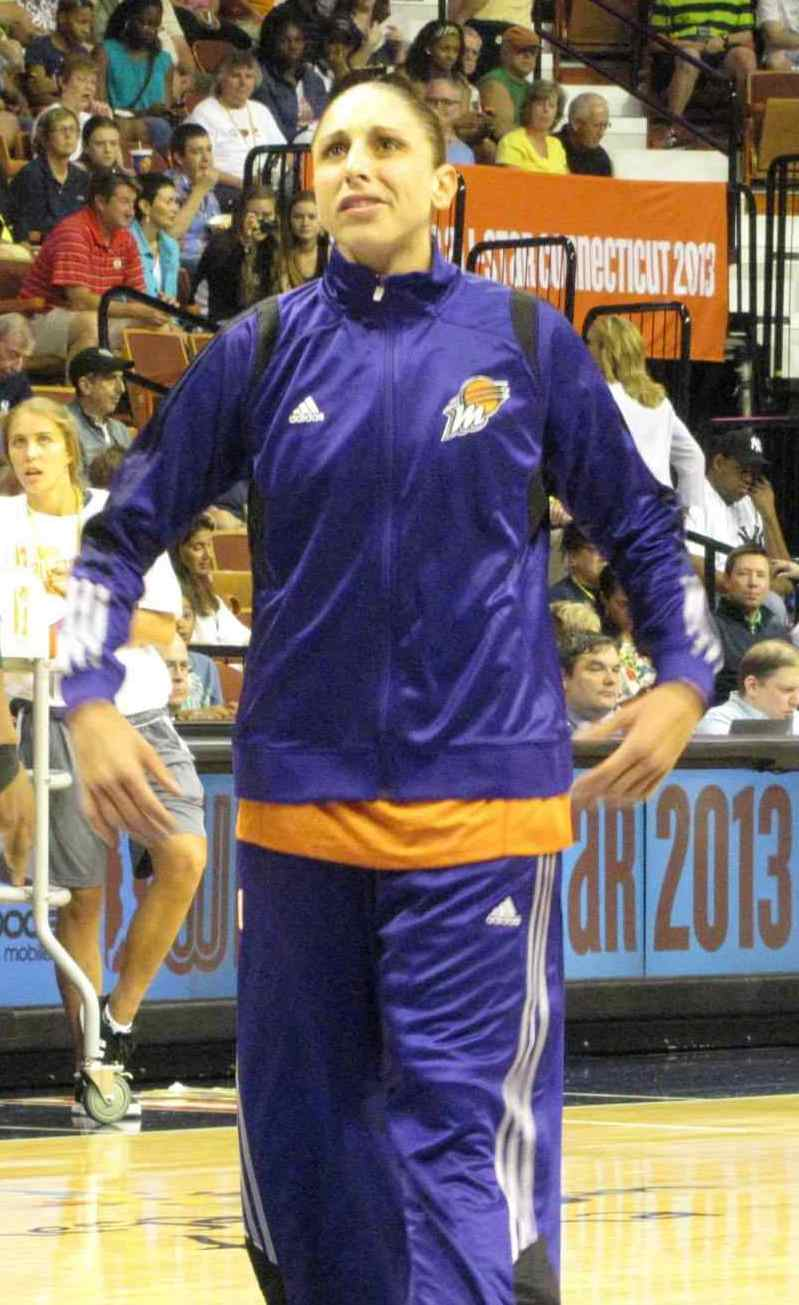
Дайана Таурази, 1-й номер драфта

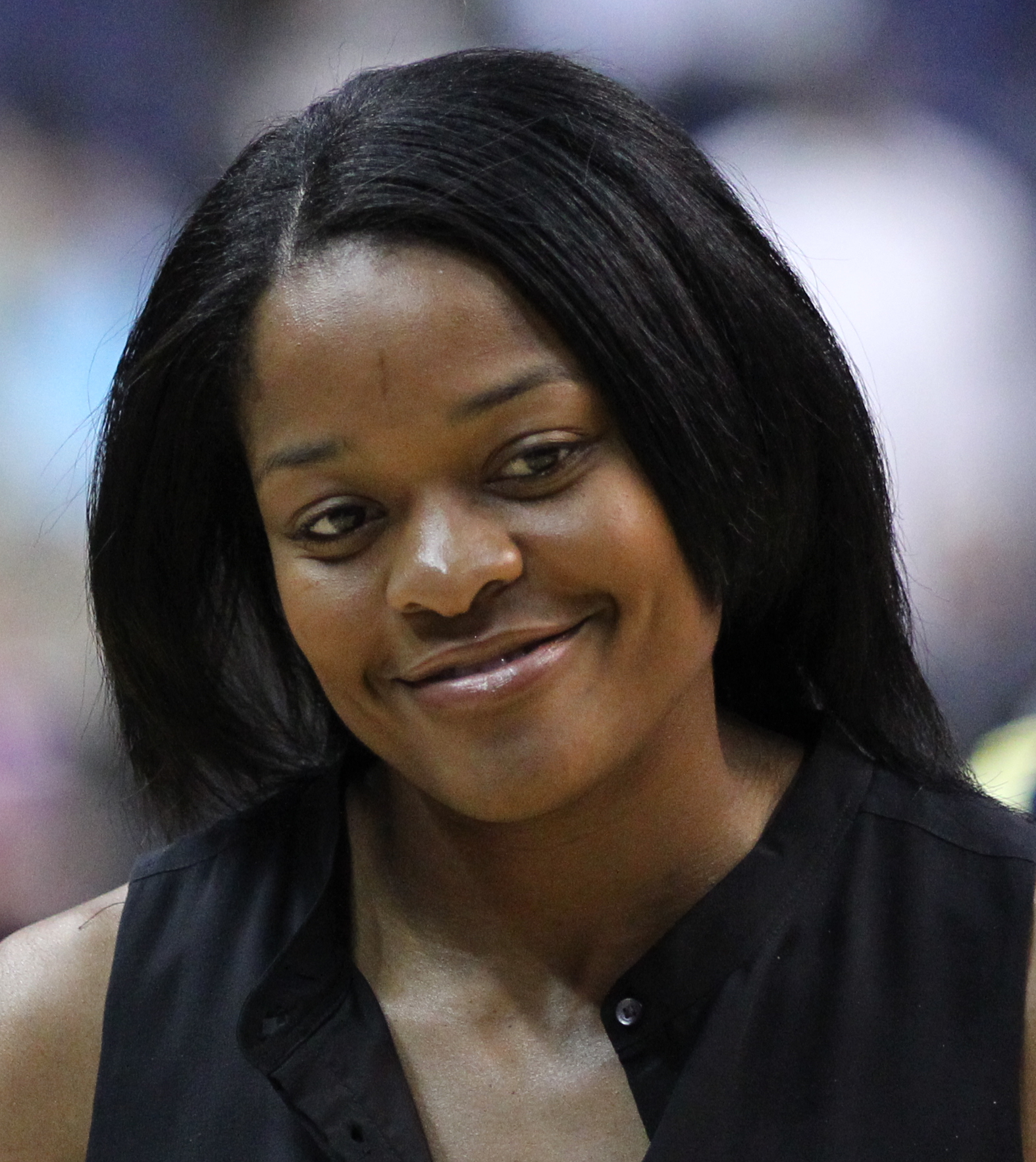
Алана Бирд, 2-й номер драфта

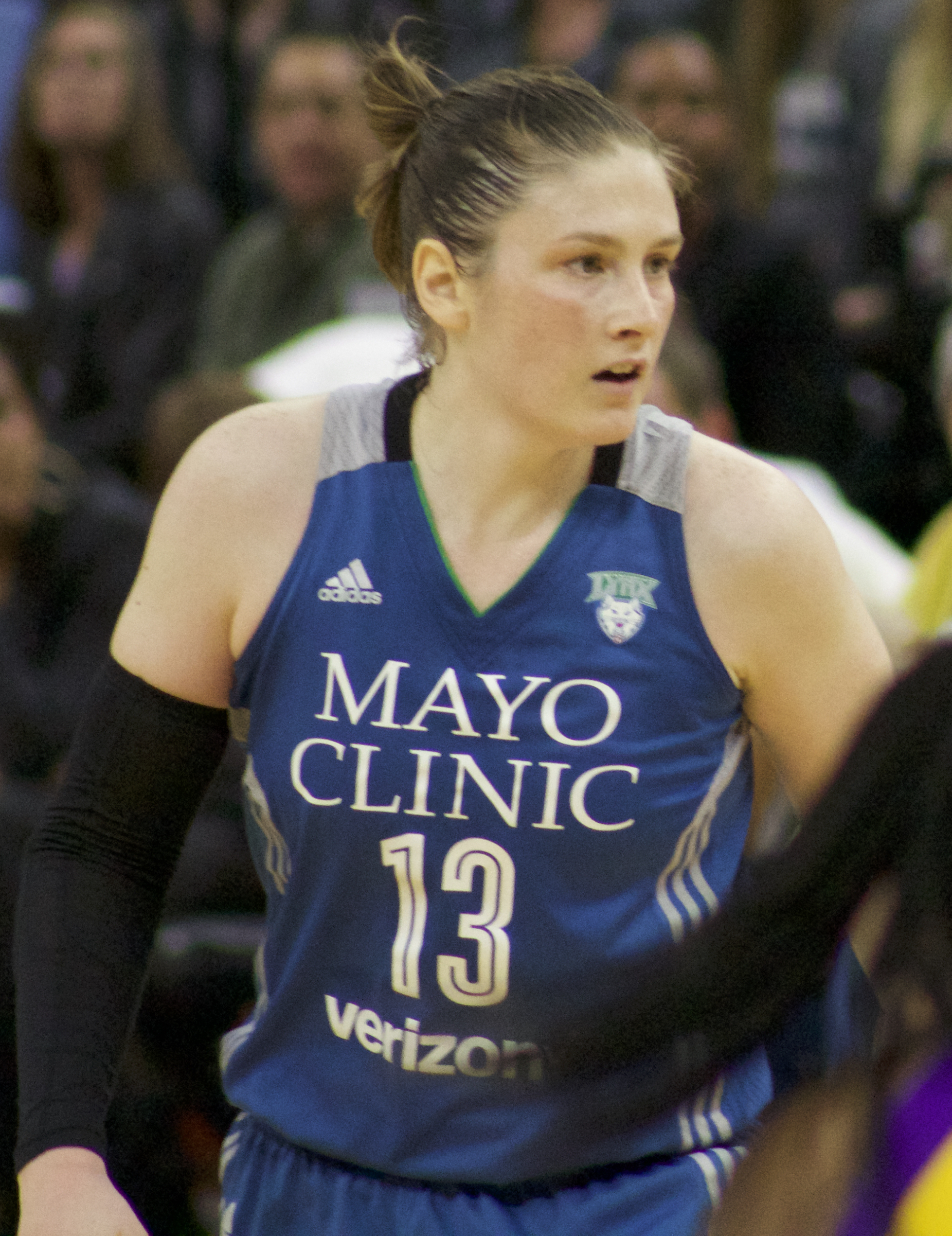
Линдсей Уэйлен, 4-й номер драфта

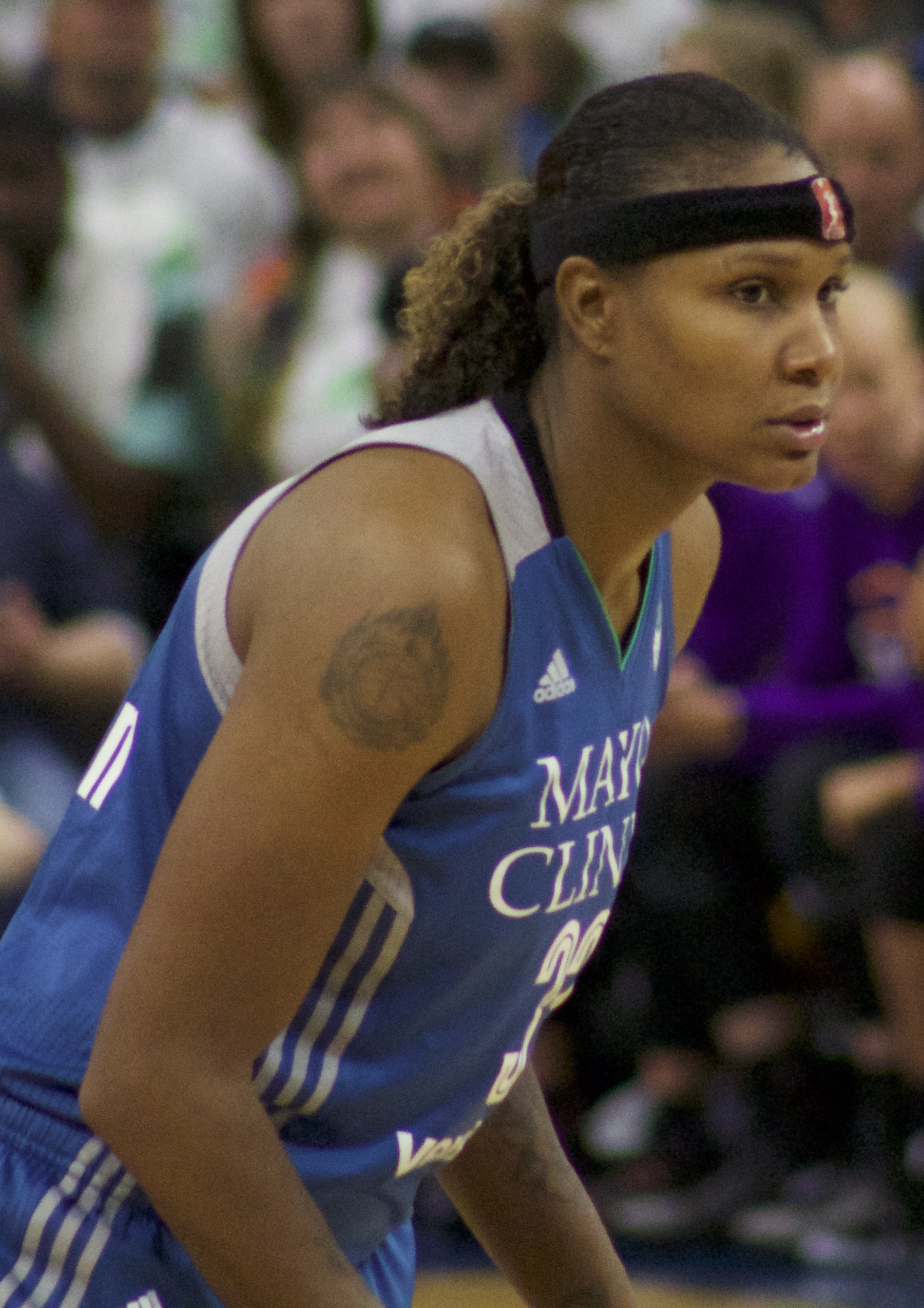
Ребекка Брансон, 10-й номер драфта

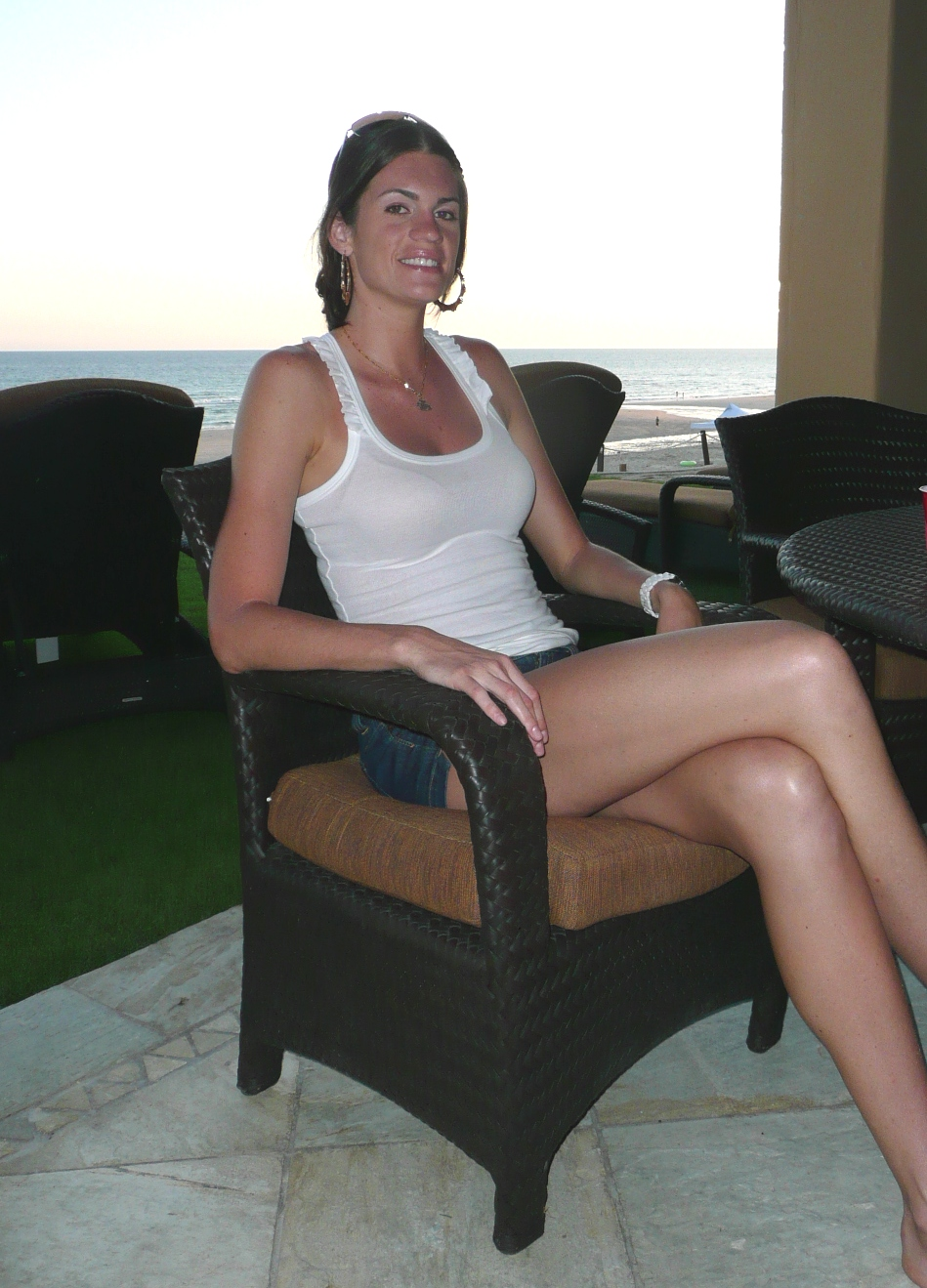
Линдсей Тейлор, 26-й номер драфта

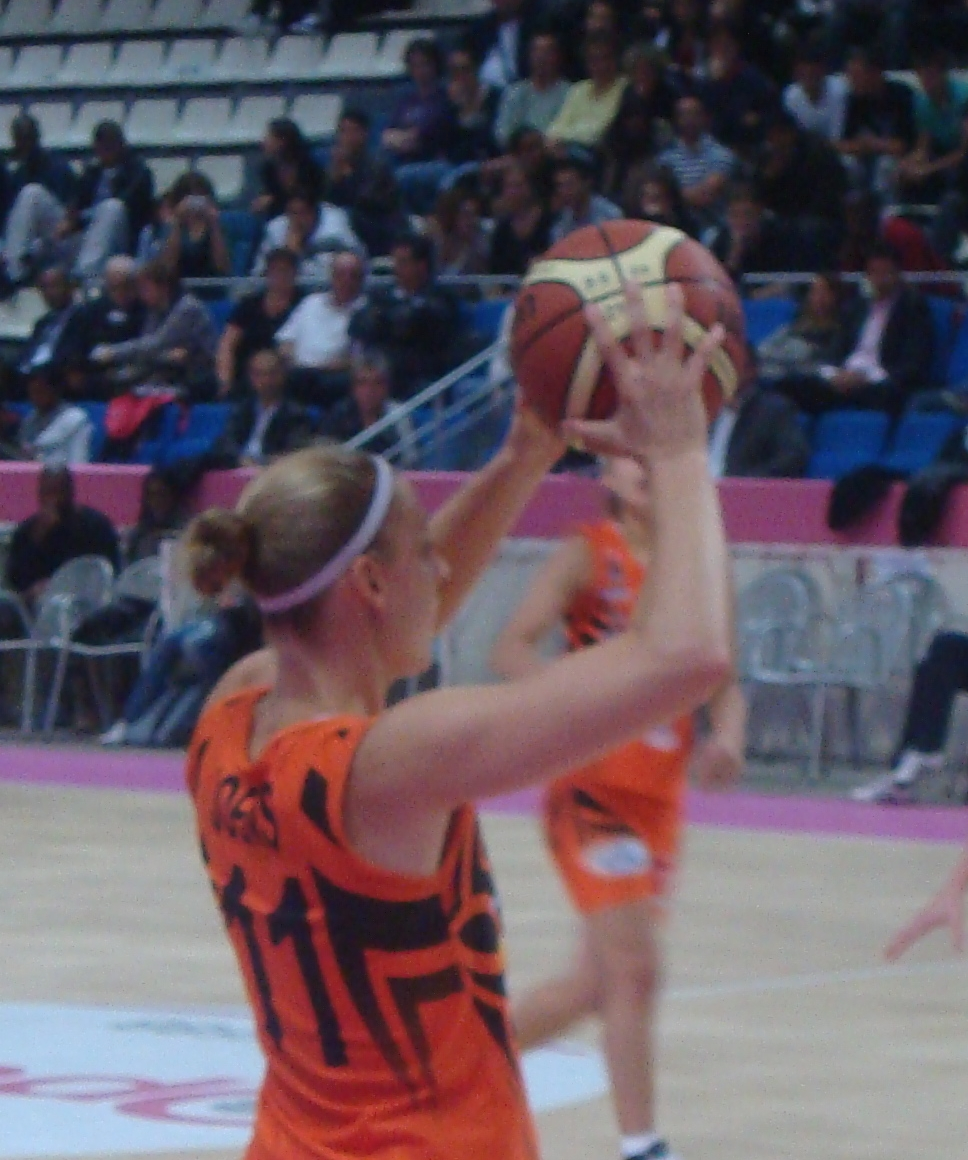
Кэти Джонс, 30-й номер драфта

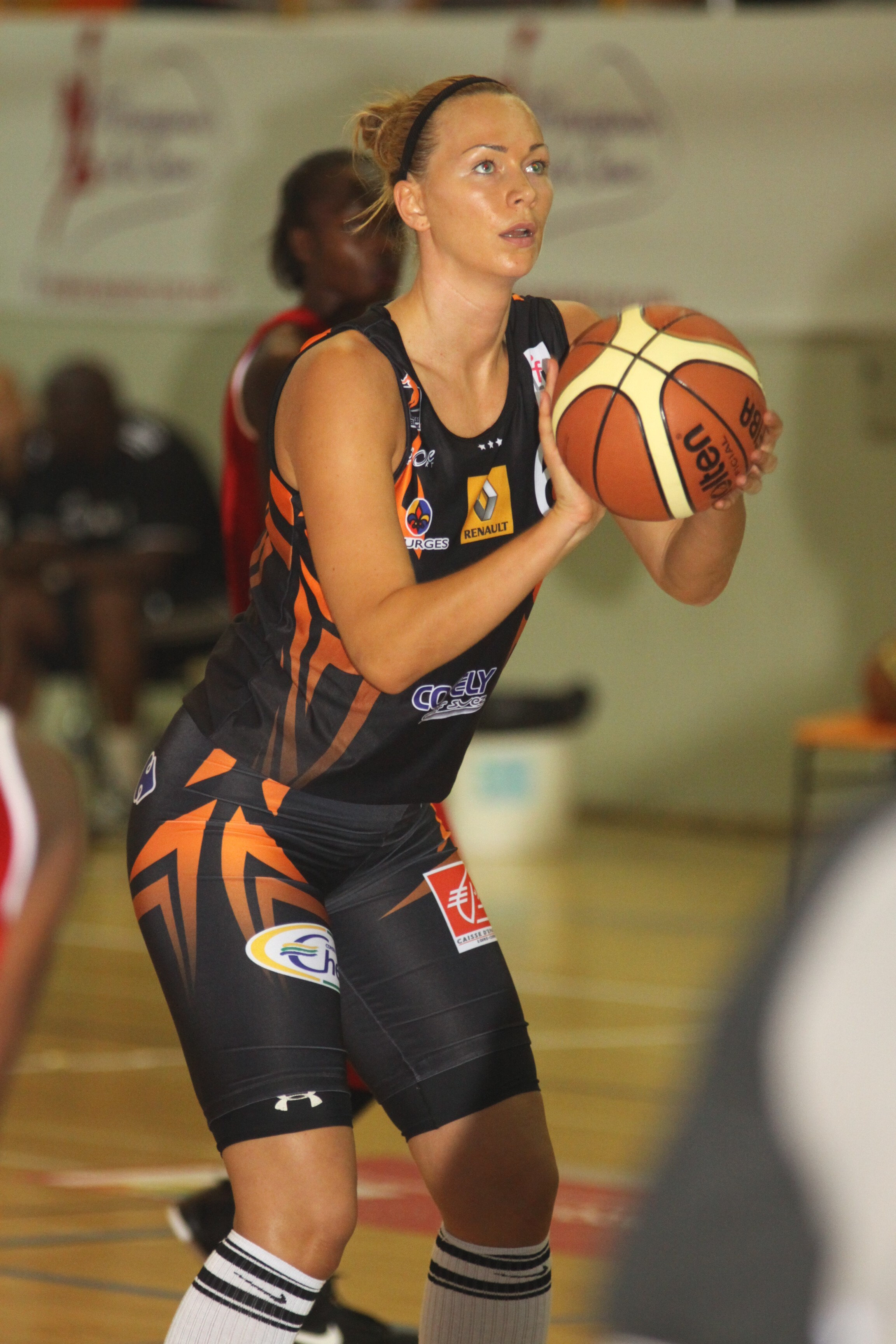
Иева Кублиня, 31-й номер драфта

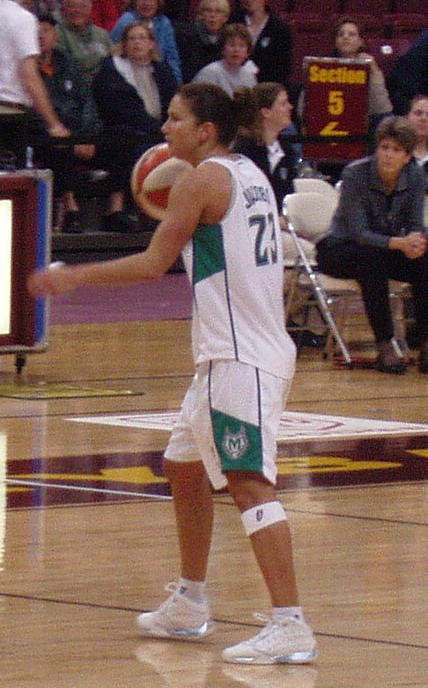
Эмбер Джейкобс, 33-й номер драфта

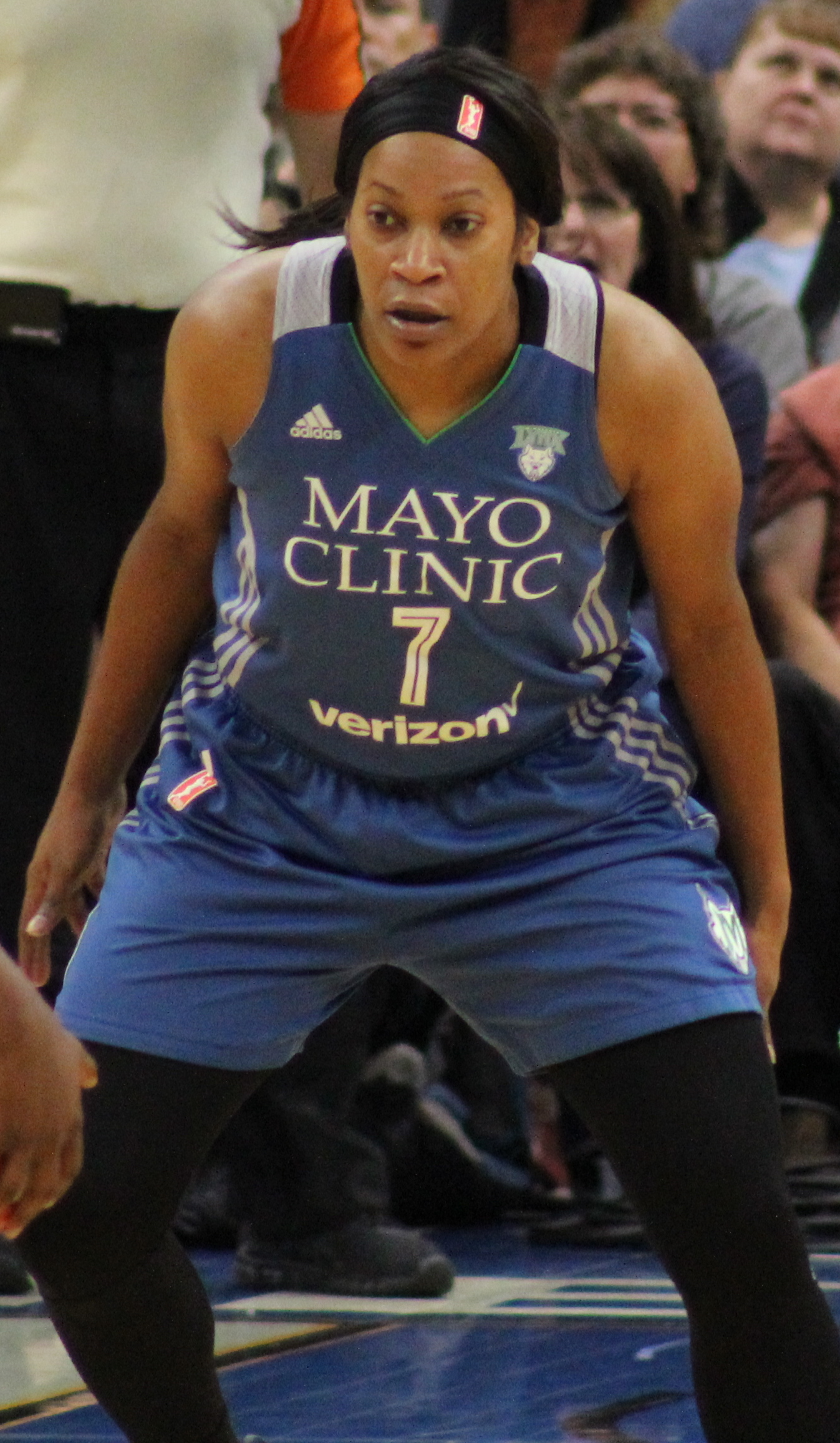
Джиа Перкинс, 35-й номер драфта

| Выбор | Игрок           | Позиция             | Гражданство | Команда драфта                                             | Университет/ Бывшая команда  |
| ----- | --------------- | ------------------- | ----------- | ---------------------------------------------------------- | ---------------------------- |
| 1     | Дайана Таурази  | Защитник / Форвард  | США         | Финикс Меркури                                             | Университет Коннектикута     |
| 2     | Алана Бирд      | Защитник / Форвард  | США         | Вашингтон Мистикс                                          | Университет Дьюка            |
| 3     | Николь Пауэлл   | Защитник / Форвард  | США         | Шарлотт Стинг (право выбора от Индиана Фивер)              | Стэнфордский университет     |
| 4     | Линдсей Уэйлен  | Защитник            | США         | Коннектикут Сан (право выбора от Сан-Антонио Силвер Старз) | Университет Миннесоты        |
| 5     | Шамека Кристон  | Защитник / Форвард  | США         | Нью-Йорк Либерти                                           | Арканзасский университет     |
| 6     | Николь Оди      | Центровая           | США         | Миннесота Линкс (право выбора от Сиэтл Шторм)              | Университет штата Канзас     |
| 7     | Ванесса Хэйден  | Центровая           | США         | Миннесота Линкс                                            | Флоридский университет       |
| 8     | Чэнди Джонс     | Защитник / Форвард  | США         | Финикс Меркури                                             | Университет Хьюстона         |
| 9     | Эбони Хоффман   | Центровая           | США         | Индиана Фивер (право выбора от Шарлотт Стинг)              | Университет Южной Калифорнии |
| 10    | Ребекка Брансон | Форвард             | США         | Сакраменто Монархс                                         | Джорджтаунский университет   |
| 11    | Айсисс Тиллис   | Центровая / Форвард | США         | Детройт Шок (право выбора от Хьюстон Кометс)               | Университет Дьюка            |
| 12    | Кристи Томас    | Форвард             | США         | Лос-Анджелес Спаркс                                        | Университет Джорджии         |
| 13    | Шерика Райт     | Форвард             | США         | Детройт Шок                                                | Университет Пердью           |

### Второй раунд
| Выбор | Игрок              | Позиция   | Гражданство | Команда драфта                                                               | Университет/ Бывшая команда                |
| ----- | ------------------ | --------- | ----------- | ---------------------------------------------------------------------------- | ------------------------------------------ |
| 14    | Эшли Робинсон      | Центровая | США         | Финикс Меркури                                                               | Университет Теннесси                       |
| 15    | Кайла Чоунс        | Центровая | США         | Вашингтон Мистикс                                                            | Университет штата Северная Каролина        |
| 16    | Джессика Бранго    | Форвард   | США         | Коннектикут Сан (право выбора от Сан-Антонио Силвер Старз)                   | Университет штата Пенсильвания             |
| 17    | Амиша Картер       | Центровая | США         | Нью-Йорк Либерти                                                             | Технологический университет Луизианы       |
| 18    | Келли Маззанти     | Форвард   | США         | Шарлотт Стинг (право выбора от Индиана Фивер)                                | Университет штата Пенсильвания             |
| 19    | Катрина Фрирсон    | Форвард   | США         | Сиэтл Шторм                                                                  | Технологический университет Луизианы       |
| 20    | Таша Баттс         | Форвард   | США         | Миннесота Линкс                                                              | Университет Теннесси                       |
| 21    | Синди Даллас       | Форвард   | США         | Сан-Антонио Силвер Старз (право выбора от Коннектикут Сан)                   | Иллинойсский университет в Урбане-Шампейне |
| 22    | Дженни Беннингфилд | Форвард   | США         | Шарлотт Стинг                                                                | Университет Вандербильта                   |
| 23    | Эрика Валек        | Защитник  | Колумбия    | Детройт Шок (право выбора от Сакраменто Монархс)                             | Университет Пердью                         |
| 24    | Уго Оха            | Центровая | Нигерия     | Коннектикут Сан (право выбора от Хьюстон Кометс)                             | Университет Джорджа Вашингтона             |
| 25    | Доника Льюис       | Защитник  | США         | Лос-Анджелес Спаркс                                                          | Университет штата Луизиана                 |
| 26    | Линдсей Тейлор     | Центровая | США         | Хьюстон Кометс (право выбора от Детройт Шок, затем продана в Финикс Меркури) | Калифорнийский университет в Санта-Барбаре |

### Третий раунд
| Выбор | Игрок             | Позиция             | Гражданство | Команда драфта                                                 | Университет/ Бывшая команда          |
| ----- | ----------------- | ------------------- | ----------- | -------------------------------------------------------------- | ------------------------------------ |
| 27    | Мария Вильярроэль | Защитник            | Венесуэла   | Финикс Меркури (затем продана в Хьюстон Кометс)                | Университет Оклахомы                 |
| 28    | Эван Унро         | Форвард             | США         | Вашингтон Мистикс                                              | Университет Миссури                  |
| 29    | Кэндис Фатрелл    | Защитник            | США         | Коннектикут Сан (право выбора от Сан-Антонио Силвер Старз)     | Университет Дюкейн                   |
| 30    | Кэтрин Джоунс     | Защитник            | США         | Нью-Йорк Либерти                                               | Университет Джорджа Вашингтона       |
| 31    | Иева Кублиня      | Форвард / Центровая | Латвия      | Индиана Фивер                                                  | Политехнический университет Виргинии |
| 32    | Дженнифер Смит    | Центровая           | США         | Детройт Шок (право выбора от Сиэтл Шторм через Хьюстон Кометс) | Университет Мичигана                 |
| 33    | Эмбер Джейкобс    | Защитник            | США         | Миннесота Линкс                                                | Бостонский колледж                   |
| 34    | Токкара Уильямс   | Защитник            | США         | Сан-Антонио Силвер Старз (право выбора от Коннектикут Сан)     | Техасский университет A&M            |
| 35    | Джиа Перкинс      | Защитник            | США         | Шарлотт Стинг                                                  | Технологический университет Техаса   |
| 36    | Нурия Мартинес    | Форвард             | Испания     | Сакраменто Монархс                                             | Перфумериас Авенида                  |
| 37    | Стейси Стивенс    | Центровая           | США         | Хьюстон Кометс                                                 | Техасский университет в Остине       |
| 38    | Кейт Балджер      | Защитник            | США         | Миннесота Линкс (право выбора от Детройт Шок)                  | Университет Западной Виргинии        |

## Комментарии
1. ↑  Джиа Перкинс является баскетболисткой с самым низким драфтом ВНБА из трёх раундов, которая участвовала в Матче всех звёзд.